# Tengrismus

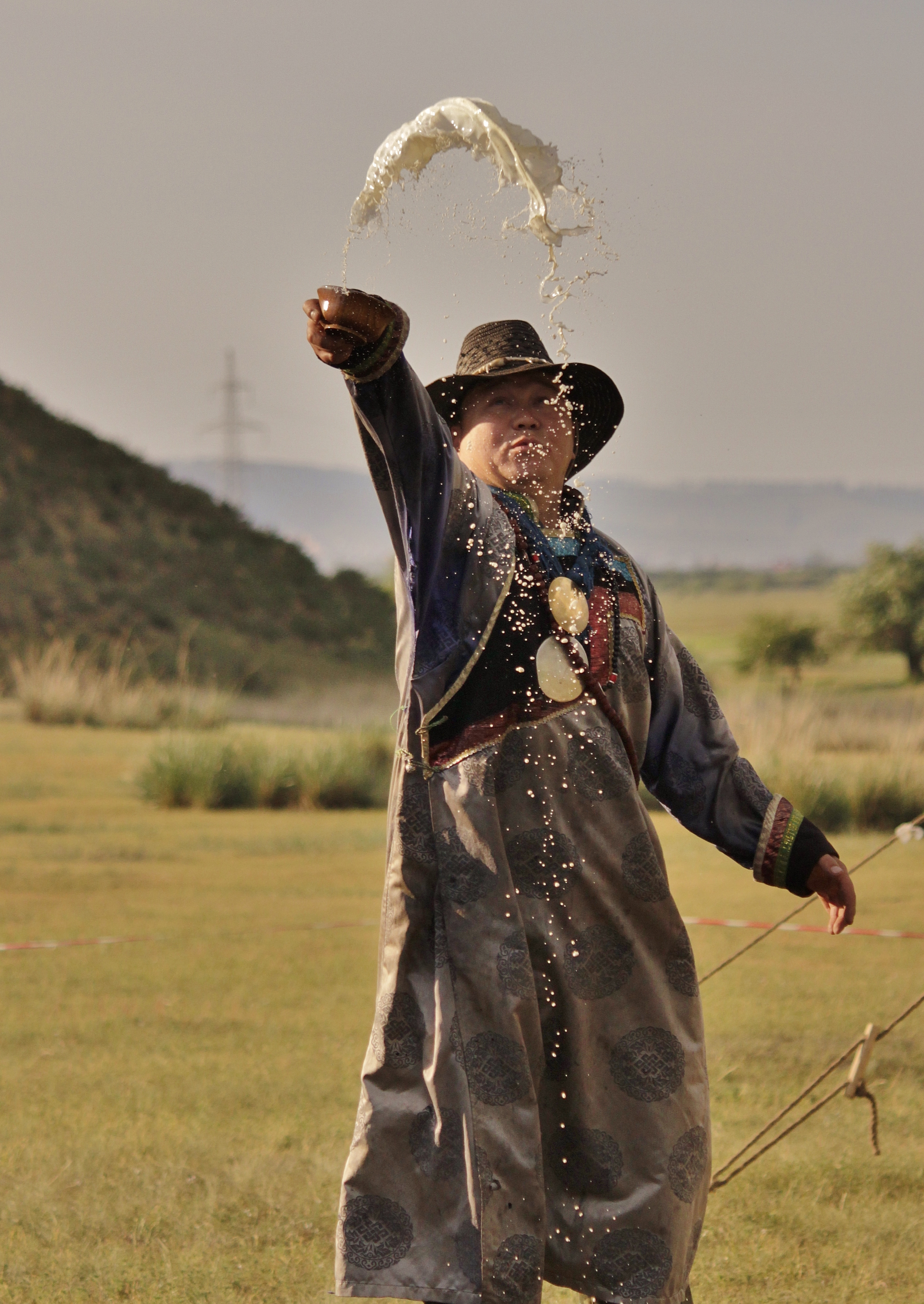
Burjatský šaman během rituálu

Tengrismus nebo tengriánství je šamanistické domorodé náboženství turkických a mongolských národů obývajících Eurasijskou step, jehož nejvyšším božstvem je nebeský Tengri ( ve staroturečtina). Díky důrazu na toto božstvo má rysy monoteismu, zahrnuje však také polyteismus a animismus. Zdrojem náboženských představ je turkická a mongolská mytologie. Představiteli tohoto náboženství jsou zpravidla turkičtí a mongolští šamani (kmenoví léčitelé a čarodějové). Tengriánská víra je tedy často úzce spjata s tradicemi a praktikami šamanismu těchto národů. Vztah k šamanismu je předmětem sporů, podle některých názorů jsou tengristický kult nebes a šamanismus dvě rozdílné tradice, podle jiných existoval tento kult uvnitř šamanismu. Duchovním ideálem tengrismu je udržování souladu života s vesmírem.
Tengrismu jsou příbuzná domorodá náboženství uralských národů, jmenovitě Samojedů, Marijců nebo Chantů, ale také Ainuů nebo paleoasijských Korjaků.
Ve středověku byl tengrismus většinovým nebo dokonce státním náboženstvím v říších některých velkých kočovných národů, například bylo původním náboženstvím Prabulharů v bulharské říši na Balkáně (před konverzí k pravoslaví), Volžského Bulharska (před nástupem islámu), u starých Maďarů (před přijetím katolictví), v říši Chazarů, v Čingischánově mongolské říši a v turkutských kaganátech, které se rozprostíraly na území Mongolska, Střední Asie a Ruska. Ve všech případech byl tengrismus později nahrazen křesťanstvím, islámem nebo buddhismem. Nejdéle se udržel v Mongolsku, kde je stále praktikován a je součástí tamní tradice mongolského šamanismu. Tengriho kult pronikl také do mongolského buddhismu.

## Obroda tengrismu v současnosti
Novodobý tengrismus vznikl v době rozpadu Sovětského svazu v intelektuálních kruzích turkických národů střední Asie, především mezi Tatary, Burjaty, Kyrgyzy a Kazachy. Organizované obrození přežívajících tradic probíhá také v Jakutsku, Tuvě a Chakasii. Mezi podobná hnutí patří barchanismus z Altajské republiky a Vattisen Jali z Čuvašska.

## Symboly tengrismu

Šangrak (představující vrchol jurty) je symbolem tengrismu
Šangrak, jen jiná verze symbolu se jménem Tengri ve staroturečtině
Temdeg (svastika) je symbolem v mongolském šamanismu

Tengristická symbolika figuruje také na státních vlajkách Čuvašska, Kazachstánu, 
Kyrgyzstánu a Sachy.